# GOLDEN☆BEST シャ乱Q
『GOLDEN☆BEST シャ乱Q』（ゴールデンベスト・しゃらんキュー）は、シャ乱Qの5枚目のベスト・アルバム。2010年12月22日にソニー・ミュージックダイレクト（現：ソニー・ミュージックレーベルズ）より発売された。

## 概要
「GOLDEN☆BEST」シリーズの一つとして発売された本作は、はたけ作曲作品を主に収録。シングル表題曲・カップリング曲の大半を網羅しているが、諸事情によりシングル表題曲の「NICE BOY!」「ためいき」は未収録となっている。

## 収録曲

### DISC.1
1. 18ヶ月
作詞：つんく　作曲：つんく・はたけ　編曲：白井良明・シャ乱Q
2. 友達はいますか
作詞：つんく　作曲：つんく・しゅう　編曲：シャ乱Q
3. とってもメリーゴーランド
作詞・作曲：つんく　編曲：シャ乱Q
4. パララ
作詞：つんく　作曲：つんく・はたけ　編曲：シャ乱Q
5. 上・京・物・語
作詞：まこと　作曲：はたけ　編曲：鳥山雄司・シャ乱Q
6. 出会い
作詞・作曲：つんく　編曲：鳥山雄司・シャ乱Q
7. 恋をするだけ無駄なんて
作詞：つんく・まこと　作曲：はたけ　編曲：鳥山雄司・シャ乱Q
8. シングルベッド
作詞：つんく　作曲：はたけ　編曲：鳥山雄司・シャ乱Q
9. ズルい女
作詞・作曲：つんく　編曲：シャ乱Q
10. 空を見なよ
作詞：まこと　作曲：はたけ　編曲：シャ乱Q
11. My Babe 君が眠るまで
作詞・作曲：つんく　編曲：シャ乱Q
12. こんなにあなたを愛しているのに
作詞：まこと　作曲：はたけ　編曲：シャ乱Q
13. いいわけ
作詞・作曲：つんく　編曲：シャ乱Q
14. 涙の影
作詞：つんく　作曲：はたけ　編曲：シャ乱Q（ストリングスアレンジ：前嶋康明）
15. 都会のメロディー
作詞・作曲：つんく　編曲：シャ乱Q
16. そんなもんだろう
作詞：つんく　作曲：はたけ　編曲：シャ乱Q
17. パワーソング
作詞・作曲：つんく　編曲：シャ乱Q

### DISC.2
1. 愛 Just on my Love
作詞・作曲：つんく　編曲：前嶋康明・シャ乱Q
2. 君は魔術士?
作詞：つんく　作曲：はたけ　編曲：シャ乱Q
3. 新・ラーメン大好き小池さんの唄
作詞：つんく　作曲：シャ乱Q　編曲：ダンス☆マン
4. かんべんしてくれ!
作詞・作曲：つんく　編曲：シャ乱Q
5. まさかの大誤算
作詞：つんく　作曲：はたけ　編曲：鳥山雄司・シャ乱Q
6. プリーズ
作詞:まこと 作曲:はたけ・たいせい 編曲:嶋田陽一・シャ乱Q
7. 雨の中
作詞：つんく　作曲：はたけ　編曲：シャ乱Q
8. 黒田節（福岡県民謡）
9. Happy Life
作詞：まこと　作曲：はたけ　編曲：シャ乱Q
10. SWEET and SWEET
作詞：まこと　作曲：はたけ　編曲：シャ乱Q
11. さよならナンシー
作詞：まこと　作曲：はたけ　編曲：シャ乱Q
12. ノイズ
作詞：まこと　作曲：はたけ　編曲：シャ乱Q
13. 宿命
作詞：まこと　作曲：はたけ　編曲：シャ乱Q
14. やっぱり
作詞・作曲：つんく　編曲：小西貴雄・シャ乱Q
15. 力強い足音
作詞：まこと　作曲：はたけ　編曲：シャ乱Q
16. most
作詞：まこと　作曲：はたけ　編曲：小西貴雄
17. 歩いてる
作詞・作曲：つんく　編曲：月光恵亮・MOTO

※原盤協力：アップフロントワークス（Disc2. #17のみ）